# Aetanthus ovalis
Aetanthus ovalis là một loài thực vật có hoa trong họ Loranthaceae. Loài này được Rusby mô tả khoa học đầu tiên năm 1920.